# ديتليف كراوس
ديتليف كراوس (بالألمانية: Detlef Kraus)‏ هو عازف بيانو ألماني، ولد في 30 نوفمبر 1919 في هامبورغ في ألمانيا، وتوفي بنفس المكان في 7 يناير 2008.

## وصلات خارجية
- ديتليف كراوس على موقع ميوزك برينز (الإنجليزية)
- ديتليف كراوس على موقع ديسكوغز (الإنجليزية)